# Hiltje Maas-van de Kamer
Hillegonda (Hiltje) Maas-van de Kamer (9 december 1941) is Nederlands botanicus en taxonomisch onderzoeker. Zij werkte bij het Instituut voor Systematische Botanie van de Universiteit Utrecht en daarna bij het Nationaal Herbarium in Wageningen. Zij is de echtgenote van hoogleraar Paul Maas. Samen heeft het echtpaar veel artikelen gepubliceerd. Maas-van de Kamer is specialist in de flora van de neotropen.  
Zij is de dochter van Catharina Braak en Jan Hendrik van de Kamer, apotheker en scheikundige bij TNO . Ze studeerde tussen 1962 en 1981 aan de Universiteit Utrecht. Samen hebben de partners Maas ongeveer tweehonderdvijftig planten beschreven uit de Burmanniaceae, de Costaceae, de Gentiaanfamilie (Gentianaceae), de Haemodoraceae, de banaanfamilie (Musaceae), de Olacaceae, de Triuridaceae en de gemberfamilie (Zingiberace). De door haar voor het eerst beschreven soorten worden aangegeven met de auteursaanduiding H. Maas. Soorten die zij samen met haar echtgenoot beschreef worden aangegeven met H.Maas & Maas, dan wel met Maas & H.Maas.
De Annonaceae en saprotrofe planten uit de neotropen, zoals de Burmanniaceae, zijn twee belangrijke onderzoeksgebieden van Maas-van de Kamer. Bij het Nationaal Herbarium was zij verantwoordelijk voor de saprofyten, planten die leven van rottend materiaal en die zelf geen chlorofyl bezitten en daarom geen groene bladeren hebben.
Zij werkte ook met het geslacht Canna en heeft floristische behandelingen van deze groep voor Ecuador gepubliceerd (Maas & Maas 1988). In  2008 bracht zij een volledige herziening van het geslacht, The Cannaceae of the World, uit.
Na haar pensionering werd zij gastonderzoeker bij Naturalis en publiceerde zij - ook nu samen met haar echtgenoot - een boek over de Annonaceae van de Guyana's, de zuurzakfamilie waarvan een aantal vruchten gegeten worden in de tropen. 